# Röda lyktan
Röda lyktan var en biograf i Göteborg med adressen Södra Allégatan 6. Den öppnade i oktober 1929, men var ingen nyhet utan en fortsättning på biografen Metropol, som funnits på samma plats sedan 1914. Röda lyktan utmärkte sig med att ha ett mycket litet maskinrum med endast plats för en projektor.  Detta innebar att visningen av vanliga 90-minutersfilmer alltid måste avbrytas för tillbakaspolning och montering av den andra rullen, när den första var färdigvisad. Det var troligen den sista biografen i Göteborg, som drevs på det sättet. Röda lyktan var en typisk reprisbiograf, som visade filmer som gått färdigt på de stora och bättre belägna premiärbiograferna men som fortfarande hade viss publikpotential. Den stängde för gott 1960.